# Hydrillodes pyraustralis
Hydrillodes pyraustralis là một loài bướm đêm trong họ Noctuidae.